# Ruskington
Ruskington is een civil parish in het bestuurlijke gebied North Kesteven, in het Engelse graafschap Lincolnshire met 5637 inwoners.